# Neoptólemo
Neoptólemo, também conhecido por Pirro, na mitologia grega, era filho de Aquiles e Deidamia. 
A versão da origem de Neoptólemo contada na obra Cantos Cípricos diz que Aquiles navega para Esquiro após uma expedição fracassada a Troia, casa-se com a princesa Deidamia e gera Neoptólemo, até que Aquiles é chamado às armas novamente.
A versão mais corrente é a contada pela Ilíada e outras fontes: Tétis, mãe de Aquiles, não desejava que seu filho fosse lutar no cerco de Troia, temendo sua morte. Então disfarçou Aquiles de mulher na corte de Licomedes, o rei de Esquiro. Durante o tempo em que Aquiles se manteve lá, teve um caso amoroso com a princesa Deidamia, cujo fruto foi Neoptólemo e também Oneiros, segundo fontes mais tardias.
Durante o cerco de Troia, passados dez anos, depois da morte de Aquiles e de Ájax e sem quaisquer sinais de vitória, os aqueus (ou gregos) capturaram o adivinho troiano, Heleno, e o forçaram a dizer que condições poderiam levá-los à vitória. Heleno revelou que poderiam tomar Troia se adquirissem as flechas venenosas de Héracles, então na posse de Filoctetes, grande guerreiro que foi abandonado no início da guerra; se roubassem o Paládio, famosa estátua sagrada de Atena; e, por fim, se persuadissem o filho de Aquiles a juntar-se à guerra. Os gregos apressaram-se a ir buscar Neoptólemo a Esquiro, e trouxeram-no a Troia. Na guerra ele se destaca matando vários guerreiros troianos e participa do saque de Troia. Ele foi o responsável pela morte de Príamo, que se refugiou no altar de Zeus do palácio de seu filho Polites que morreu diante do pai. 
Após o saque, o fantasma de Aquiles apareceu aos sobreviventes  guerra, exigindo que Polixena, princesa troiana, fosse sacrificada. Neoptólemo foi o responsável por  sacrificar a jovem princesa. Embora Neoptólemo costume sem descrito como cruel na peça Hecuba de Eurípides ele se mostra triste por ter que sacrificar Polixena.
Após a guerra, Neoptólemo recebeu um profecia, segundo a maioria das versões do vidente troiano Heleno, segundo outras de sua avó a deusa Tétis, que deveria ir por terra para evitar a tempestade que atingiu a frota grega. No caminho Fénix, companheiro de Aquiles, morre e é enterrado por Neoptólemo. No país do molossos ele vence o rei local se torna rei, no que seria o reino grego de Epiro. Mais tarde, ele recebe Peleu, seu avô paterno, expulso de Ftia. Ele se casou com Hermíone, filha de Menelau e Helena, que foi prometida para ele em Troia embora, antes, o seu noivo fosse Orestes. Com Andrómaca, que foi por ele escravizada, Neoptólemo foi o pai de Molosso, antepassado de Olímpia, a mãe de Alexandre Magno.
Neoptólemo  morreu em Delfos, mas existem duas versões de sua morte. Numa versão Hermíone estaria descontente com o casamento e sentia cíumes de Andrómaca. Ela acusava Andromaca de fazer magia para que ela permanecesse estéril e, segundo a peça de Eurípides, Andromaca, tentou assassinar a viúva de Heitor quando Neoptolémo viajou para Delfos. A morte de seu marido seria assim ou o resultado de um pedido de Hermíone a Orestes ou um ato de vingança deste que, como antigo noivo de Hermíone, a desejava de volta. 
Em outra versão, bem diversa, Neoptólemo teria ido a Delfos para se vingar do deus Apolo que ele acusava de ter matado seu pai. Em Delfos ele criaria o caos no templo e terminaria sendo assassinado por sacerdotes de Apolo talvez por ordem direta da Pítia.  Essa era a versão dominante em Delfos onde o túmulo de Neoptólemo recebia um culto como herói. 
Se o seu pai Aquiles foi conhecido pela sua compaixão para com Príamo, já o filho foi mais conhecido pela sua crueza. Foi ele quem matou Príamo, Eurípilo, Políxena, Polites e, segundo algumas versões, Astíanax, entre outros, e escravizou Heleno e Andrómaca depois da guerra. Segundo algumas versões, ele agiu como juiz de exilando Ulisses, porque este matara um grande número de pretendentes a Penélope.
Outras lendas dizem simplesmente que Neoptólemo ficou com Deidamia até o fim da guerra, depois, Tétis veio buscar seu neto.
Neoptólemo é descrito por Homero como de "rósea face".